# Малютка Лабан
Малютка Лабан («Маленькое привидение Лабан», швед. Lilla spöket Laban) — привидение-мальчик по имени Лабан, персонаж серии детских книжек с картинками шведской писательницы Ингер Сандберг и иллюстратора Лассе Сандберга из Карлстада. Первая книга о Лабане вышла в 1965 году, а всего с 1965 по 2005 год появилось 14 книг серии. На русский язык две книги и комикс о Лабане были впервые переведены и изданы лишь в 2018 году издательством «Белая ворона / Альбус корвус».

## История
Ингер Сандберг (р. 1930) и Лассе Сандберг (1924—2008) — шведские писательница и художник, муж и жена. С 1953 года они вместе создавали книжки с картинками, первые из которых были написаны ими для собственных детей. Книжка про маленькое привидение Лабана стала одной из наиболее известных их работ. 
По словам Ингер, она написала историю про Лабана в качестве «терапевтической», потому что её сын Никлас боялся привидений, и она хотела показать, что в них нет ничего страшного. Впервые рассказы Сандберг о привидении появились ещё в середине 1950-х годов в воскресном приложении для детей газеты «Svenska Dagbladet», хотя герой там ещё не был назван Лабаном.

## Сюжет
Маленькое привидение Лабан живёт в подвале замка «Проснись и пой» (в другом варианте — «Доброе утро, Солнышко», швед. Gomorronsol) вместе со своими папой и мамой — привидениями. Папа-привидение уже триста лет по ночам работает привидением в замке и надеется передать своё ремесло Лабану, однако тот не в восторге от идеи пугать людей. Однажды, когда папа берёт Лабана ночью на работу и Лабану предстоит в первый раз испугать горничную, он теряется и вместо этого знакомится с горничной. Она представляет Лабана королю, королеве и принцу, и Лабан начинает дружить с принцем и поселяется в его комнатке. В книгах серии описываются различные приключения Лабана, у которого со временем появляется младшая сестра.

## Книги серии
- 1965 — Lilla spöket Laban / Малютка Лабан. Привидение из королевского замка[6]
- 1977 — ”Gissa vem jag är idag?” sa Labolina
- 1977 — ”Kommer snart”, sa Laban och Labolina
- 1977 — Labolinas lina
- 1977 — Labolinas snubbeldag
- 1977 — Lilla spöket Laban får en lillasyster / Малютка Лабан становится старшим братом[7]
- 1977 — ”Pappa är sjuk”, sa lilla spöket Laban
- 1978 — Var är Labolinas Millimina?
- 1980 — Glad spökjul
- 1991 — Laban och Labolinas jul
- 1992 — Sov gott, sa Lilla Spöket Laban
- 1993 — Spökpappan i simskolan
- 2004 — ”Vem är det som låter?” sa spöket Laban
- 2005 — ”Är det jul nu igen”, sa spöket Laban

## Награды
В 1966 году первая книга серии была удостоена Премии имени Эльзы Бесков, с 1958 года вручаемой Шведской библиотечной ассоциацией.

## Проблематика
Литературовед Кристин Холлберг, исследовательница книг Сандбергов, считает, что хотя главным героем книг серии является привидение, на самом деле эти книги — о мальчике, который часто боится и не оправдывает ожиданий своего отца. Авторы книг встают на сторону ребёнка, доказывая, что дети имеют право грустить, думать иначе, чем взрослые, и являются личностями. При этом маленькие дети не обязаны соответствовать представлениям своих родителей.

## Экранизации
В 2006—2009 гг. по книгам о Лабане был снят анимационный сериал, включающий четыре сезона (по 6 эпизодов в каждом).

## В индустрии развлечений
В шведском Замке Эребру предлагается специальная программа для детей с участием Лабана.